# Philip Webb
Pour les articles homonymes, voir Webb.
Philip Speakman Webb (12 janvier 1831 – 17 avril 1915) est un architecte anglais, quelquefois appelé le père de l'architecture Arts & Crafts.

## Biographie
Né à Oxford, Webb a étudié à Aynho dans le Northamptonshire. Il est ensuite devenu assistant de George Edmund Street à Londres. C'est alors qu'il a rencontré William Morris en 1856 et développé son propre style à partir de 1858.
Il est particulièrement connu comme le concepteur de la Red House de Bexleyheath, en 1859, et de la maison Standen (à proximité de East Grinstead dans le Sussex de l'Ouest), avec William Morris.
William Morris, Edward Burne-Jones et Dante Gabriel Rossetti étaient trois de ses partenaires favoris pour la décoration intérieure et l'ameublement  avec Morris, Marshall, Faulkner & Co..
En 1870, il conçoit la demeure londonienne de George Howard, au 1 Palace Green.
Howard, Webb et Morris ont formé une part importante du mouvement Arts & Crafts et ont fondé la Society for the Protection of Ancient Buildings en 1877.

## Projets
- Red House, Bexleyheath (1859)
- 1 Palace Green, Londres (1868)
- 19 Lincoln's Inn Fields, Londres (1868)
- West House (en), 35 Glebe Place, Londres (1868-1869)
- Joldwyns, Surrey (1873)
- Smeaton Manor, Yorkshire (1878)
- St Martin's Church, Brampton[1] (1878)
- Conyhurst, Surrey (1885)
- Clouds House, Wiltshire (1886)
- Standen, Sussex de l'Ouest (1891)